# The Amateur Lion Tamer
The Amateur Lion Tamer è un cortometraggio muto del 1913 diretto da Frederick A. Thomson. Prodotto dalla Vitagraph Company of America, aveva come interprete Hughie Mack, noto comico dell'epoca.
Nel ruolo del domatore, il belga Paul Sablon, che - addestratore di animali - lavorò come attore ma anche come regista, spesso insieme alla moglie Rosita Marstini.

## Trama
Stanco e scalcagnato, ma con un grande appetito, Ike si aggira per le strade. Anche se il suo scopo non è mai stato quello di trovarsi un lavoro, adesso lo stomaco reclama e Ike si decide: va dal direttore di una grande circo e dà la propria disponibilità a fare qualsiasi cosa. Il capo lo indirizza dal domatore che gli offre venticinque dollari se, durante lo spettacolo pomeridiano, entrerà nella gabbia dei leoni. Rabbrividendo di paura ma fortificato da un robusto drink, Ike entra nella gabbia per fare una prova. Alla fine della quale viene portato via svenuto. Al momento dello spettacolo, Ike è sparito, nascosto dietro le tende del circo. Trascinato sotto i riflettori e incoraggiato da un'altra razione di whisky, trova il coraggio di entrare nella gabbia. Tutto sembra andare bene fino al momento in cui è lasciato solo: i nervi gli cedono e scappa via lasciando la gabbia aperta. Inseguito dai leoni, inseguiti a loro volta dagli inservienti, crea un fuggi fuggi generale tra il pubblico in preda al panico. Trovato riparo sopra un albero, Ike vede i custodi che prendono i leoni e li riportano in gabbia. Scende con circospezione, controlla che tutto sia a posto e se la batte alla massima velocità gli permette la sua notevole stazza.

## Produzione
Il film fu prodotto dalla Vitagraph Company of America.

## Distribuzione
Distribuito dalla General Film Company, il film - un cortometraggio in una bobina - uscì nelle sale cinematografiche statunitensi il 20 maggio 1913.